# Vasco & Millboy
Vasco & Millboy är en svensk musikgrupp som består av Jorge Vasconcelo (Vasco) och Juha Myllylä (Millboy). 
Gruppens startade på allvar 1995/96 när de fick kontrakt med Dr. Albans skivbolag Dr. Records.
Deras första album Drömhus såldes i över 120 000 exemplar i Sverige, Norge och Finland.
Efter att bytt till skivbolaget EMI började de samarbeta med gruppen Caramell. Deras första singel sålde guld i Sverige och de hade en sommarturné 1999. De var också förband till Backstreet Boys när de 1999 hade konserter i Göteborg och Stockholm. 
Från 1999 fram till i dag har Vasco & Millboy deltagit i många olika projekt, till exempel E-Type, Barbados, the Bonnier Music hit compilations: Replay Dance Mania, och gjort remixer till DaBuzz och Izabelle, för att nämna några. 